# Annie Cordy
Annie Cordy, pseudonimo di Léonie Cooreman (Laeken, 16 giugno 1928 – Vallauris, 4 settembre 2020), è stata un'attrice e cantante belga.

## Biografia
Nata a Laeken, in Belgio, nel 1928, Cooreman vinse numerose competizioni canore, tra cui il Grand Prix de la Chanson nel 1944, quando lei aveva sedici anni. A partire dai primi anni cinquanta, grazie al manager François-Henri Bruneau (con il quale si sposerà nel 1958), la cantante, che aveva iniziato ad adottare lo pseudonimo Annie Cordy, iniziò a lavorare per vari spettacoli di cabaret, operette e altri eventi pubblici in Francia. Nello stesso periodo pubblicò i suoi primi dischi e debuttò nel mondo del cinema recitando in Boum sur Paris (1953) e Versailles (1954). Divenuta una celebrità Oltralpe, Cordy fece la sua prima performance dal vivo all'Olympia parigino nel 1954 e tenne dei concerti in Canada e nel Nord Africa. L'artista, il cui successo non venne pesantemente eclissato dall'esplosione del rock 'n' roll, continuerà a cantare e recitare in molti film nel corso dei decenni seguenti. Cordy conta un repertorio di circa cinquecento canzoni. Nel 2004, Re Alberto II del Belgio le conferì il titolo di Baronessa per via dei successi da lei ottenuti. Cordy morì il 4 settembre 2020.

## Nella cultura di massa
Il personaggio di Nicotina della storia a fumetti Asterix e i Belgi è ispirato ad Annie Cordy.

## Discografia parziale

### Album in studio
- 1953 – Les trois bandits de Napoli
- 1955 – Fleurs de papillon
- 1956 – Les succès d'Annie Cordy
- 1957 – Chante les airs de l'opérette “Tête de linotte”
- 1957 – Cigarettes et whisky

### Singoli
- 1952 – Les trois bandits de Napoli
- 1953 – Bonbons, caramels, esquimaux, chocolats
- 1953 – La fille du Cov-bois
- 1953 – Léon
- 1954 – Viens à Nogent
- 1955 – Fleur de Papillon
- 1956 – Tantina de Burgos
- 1956 – La Ballade de Davy Crockett
- 1957 – Coquelicots polka
- 1957 – Oh ! la, la
- 1958 – Hello le soleil brille

## Filmografia
- Tabarin, regia di Richard Pottier (1958)
- L'or du duc, regia di Jacques Baratier (1965)
- L'uomo venuto dalla pioggia (Le Passager de la pluie), regia di René Clément (1970)
- Les souvenirs, regia di Jean-Paul Rouve (2014)